# Acritarcha
Die Acritarcha (griechisch ἄκριτος ‚unsicher‘; αρχη ‚Ursprung‘), auch Acritarchen (Singular: das Acritarch) sind eine Gruppe von Mikrofossilien, deren systematische Einordnung weitgehend unbekannt ist. Der Name wurde 1963 von William R. Evitt eingeführt. Zu den Acritarchen werden die planktischen Organismen gezählt, deren widerstandsfähige Hüllen, etwa auf Basis von Sporopollenin oder ähnlichen hochpolymeren organischen Verbindungen als Fossilien in Sedimenten nachgewiesen werden können. Die vielfältigen Formen und die Erhaltungsfähigkeit in ansonsten fossilleeren Gesteinen machen sie zu wertvollen Werkzeugen der Paläontologie. Früher wurden die Acritarchen zusammen mit einigen, heute den Dinoflagellaten zugerechneten Formen zu den sogenannten Hystrichosphaeroideen gestellt.

## Gestalt
Morphologisch zeigen die Acritarcha eine hohe Variationsbreite, die von einfachen sphäroidalen Formen bis hin zu solchen mit komplex skulpturierten und mit Fortsätzen versehenen Schalen reicht. Die Zellgröße befindet sich typischerweise im Bereich von 10 bis 50 µm. Dieser im Vergleich zu den Bakterien deutlich größere Durchmesser und der chemische Aufbau der Hüllen deuten darauf hin, dass es sich bei den Acritarcha um Eukaryoten handelt. Bei den einzelnen Vertretern der sehr heterogenen Gruppe der Acritarchen scheint es sich um Zysten von Algen (einschließlich der heute bedeutenden Dinoflagellaten), Sporen von Moosen (Bryophyta) und Farnen (Pteridophyta) sowie weniger häufig um Dauerformen von Zooplankton zu handeln. 

## Zeitliche Verbreitung
Die ältesten Funde von Acritarchen reichen mit einem Alter von etwa zwei Milliarden Jahren zurück bis in das Paläoproterozoikum. Während des allgemeinen Massenaussterbens in der Marinoischen Eiszeit vor 635 Mio. Jahren kam es zu einer erheblichen Abnahme der Artenzahl, welche die Artenvielfalt der Acritarcha um etwa 70 % verminderte. In der folgenden Warmzeit wurden diese Artverluste durch umfangreiche Neuentstehungen mehr als ausgeglichen, sodass die Acritarcha beginnend vom Kambrium bis ins Devon ihre größte Diversität aufwiesen. Dabei stellen sie in diesem Zeitraum die dominierende Gruppe des fossilen Phytoplanktons dar. Gegen Ende des Oberdevons kam es zu einem zweiten großen Aussterbe-Ereignis, von dem sich die Acritarcha nicht mehr erholten. Zwar kommen bis ins Tertiär hinein vereinzelt Acritarcha vor, jedoch nur sehr selten und mit geringer Artzahl. Aus dem Quartär sind Süßwasser-Acritarcha bekannt.

## Bedeutung
Mit ihrer großen Häufigkeit in Verbindung mit der zeitlich variierenden Zusammenstellung der Arten stellen die Acritarchen wichtige Leitfossilien in der Biostratigraphie von proterozoischen und paläozoischen Sedimenten dar. Das gilt insbesondere für die Periode des Proterozoikums, da in diesem Zeitbereich andere zur Datierung verwendbare Fossilien nur selten vorhanden sind. Darüber hinaus verhinderte die stabile Hülle eine Zerstörung der Fossilien auch in Gesteinen, die in einer der Erhaltung von Fossilien abträglichen Umgebung abgelagert wurden, oder nach ihrer Ablagerung einer Metamorphose unterlagen.
Die Widerstandsfähigkeit der Hüllen erlaubt eine einfache Gewinnung, indem das Gestein mit Flusssäure aufgelöst wird. Die unlöslichen Reste bleiben zurück, unter ihnen die Acritarchen, die dann unter dem Mikroskop aussortiert und bestimmt werden können.